# Cerynea porphyrea
Cerynea porphyrea là một loài bướm đêm trong họ Erebidae.